# Kjell Almskog
Kjell Almskog (Kristiania , 1941. január 5. –) norvég üzletember. Reidar Juel Almskog (1910–1982) és Aslaug Magnhild Carlsen gyermekeként született, Amerikában tanult. 1967 és 1971 között Londonban volt a Procter & Gamble márkaigazgatója. 1986-tól a Elektrisk Bureaunál volt vezető, de volt az Orkla Group vezetőségében is, napjainkban az Intex Resourcesnál dolgozik.